# Archéologie du Livre de Mormon

Depuis la publication du Livre de Mormon en 1830, les archéologues mormons et non mormons ont étudié les affirmations du récit en comparaison avec les informations fournies par l'archéologie. L'Église de Jésus-Christ des saints des derniers jours et ses membres croient généralement que le Livre a été écrit originellement par un peuple d'origine juive ayant vécu en Amérique entre l'an -600 et +400, et dont Joseph Smith a retrouvé les annales gravées en hiéroglyphes égyptiens sur des plaques d'or dans l'État de New York. Selon Smith et l'Église, le Livre de Mormon révélerait de véritables événements historiques de l'Amérique précolombienne.
Plusieurs archéologues mormons ont essayé de découvrir des preuves du Livre de Mormon ou d'associer certaines découvertes contemporaines avec le récit du livre. Leurs travaux sont nombreux dans toutes sortes de disciplines. Pour les historiens et archéologues non-mormons, voire des mormons, rien de ce qui a été trouvé ne prouve le récit du Livre de Mormon. Le rejet de l'historicité du livre est notamment appuyé sur le fait que plusieurs animaux, plantes et technologies n'existaient tout simplement pas dans l'Amérique de cette époque.

## Mise en contexte
Le Livre de Mormon présente l'histoire de quatre civilisations ayant toutes prospéré en Amérique :
1. Les Jarédites : un groupe quitte la Mésopotamie au temps de la Tour de Babel (3e millénaire av J.-C.) et colonise l'Amérique. La civilisation sombre dans la guerre civile et est anéantie lors d'une bataille épique près de la colline de Ramah (au sud du lac Ontario) au VIe siècle av. J.-C., avec plus de deux millions de morts.
2. l durant le règne de Sédécias (-597 à -586), une Famille dirigée par un prophète du nom de  Léhi quitte Jérusalem et fonde une colonie en Amérique. Ce groupe possède la Bible hébraïque et suit avec zèle un mode de vie judéo-chrétien. Léhi a 4 fils: un ainé du nom de Laman, puis Lémuel, Sam et Néphi, le plus jeune. À la mort de son père Léhi, Laman ne supporte pas que son benjamin Néphi soit favorisé par le Seigneur et dirige la famille (très tôt dans leur voyage, toute la responsabilité de la famille et du voyage a été mise sur les épaules de Néphi que le Seigneur guide jusque dans cette terre promise qu'est l’Amérique). Laman et son frère Lémuel projettent alors de tuer Néphi. Celui-ci part avec son frère Sam, et 2 frères nés pendant le voyage, et fondent la nation Néphite. Les frères Laman et Lemuel fonderont alors la nation Lamanite. Les Néphites suivent le Seigneur de manière plus ou moins régulière et vivent leur foi avec des synagogues, des temples et des églises dans tout leur pays. Les Lamanites n'ont de cesse de faire la guerre au Néphites, leur reprochant même plusieurs centaines d'années après de les avoir privé de leur droit d'ainesse. Jésus-Christ leur rend visite aux Néphites après sa résurrection. Les Néphites et les Lamanites sont alors réconciliés pour un temps. 200 ans plus tard, les divisions ont recréé les antagonismes entre Lamanites et Néphites. Les Lamanites finissent par exterminer les Néphites lors d'une bataille près de la colline de Cumorah (au sud du lac Ontario) vers l'an +385, et causent des centaines de milliers de morts. les Lamanites sont les seuls survivants du Livre de Mormon et l’église de jésus christ des derniers jours pense que les Lamanites ont leurs descendants parmi les Amérindiens[1].
3. Les Mulekites : un groupe quitte Jérusalem en -586  à peu près à la même période que Léhi, eux aussi suivent le Seigneur leur Dieu, et fonde une colonie en Amérique qui s'appelle le pays de Zarahemla. Le peuple de Zarahemla se joint pacifiquement aux Néphites au cours du IIe siècle av. J.-C., et la ville de Zarahemla devient la capitale du royaume Néphite.les Mulekites sont absorbés par la nation Néphite, et en subisse l'histoire

L'Église de Jésus-Christ des saints des derniers jours a toujours affirmé que le Livre de Mormon est un récit historiquement vrai, mais elle a peu de positions spécifiques en rapport avec les connaissances scientifiques et archéologiques actuelles. La position officielle de l'Église se limite à trois dogmes :
- La colline de Cumorah (ou colline de Ramah), mentionnée dans le livre, est la colline identifiée par Joseph Smith près de Palmyra dans l'ouest de l'État de New York.
- L'histoire du Livre de Mormon s'est déroulé quelque part en Amérique (entre l'Arctique canadien et la Terre de Feu).
- Les Lamanites sont parmi[pas clair] les ancêtres des Amérindiens[réf. souhaitée].

## Indices archéologiques et anachronismes
Il existe une variété de mots et des phrases dans le Livre de Mormon qui sont considérés comme anachroniques puisque leur existence dans le texte du Livre de Mormon est en contradiction avec les découvertes archéologiques. Le texte du Livre de Mormon s'étend sur une période allant de 2500 av. J.-C. à 400 apr. J.-C. Les anachronismes énumérés ci-après sont des artefacts, des animaux, des plantes, ou des technologies qui, selon les critiques et les archéologues, n'existaient pas en Amérique au cours de cette période.
La liste ci-dessous résume les anachronismes les plus importants et problématiques dans le Livre de Mormon, ainsi que leurs réfutations par les apologistes mormons.

### Animaux
Le Livre de Mormon mentionne les animaux suivants en Amérique: serpent, abeille, porc, petit et gros bétail (bovins et ovins), bœuf, vaches, chèvre, chèvre sauvage, mouton, brebis, cheval, âne, éléphant, curelom et cumom. À l'exception de l'éléphant et des mystérieux curelom et cumom, tous ces animaux existaient aux États-Unis à l'époque de Joseph Smith. Mais selon les données biologiques et archéologiques, les seuls animaux de la liste à se retrouver dans l'Amérique précolombienne sont les serpents et les abeilles ; tout le reste fut introduit durant la colonisation européenne. Les apologistes mormons répondent généralement qu'il faut donner un sens plus large aux noms d'animaux du Livre de Mormon, mais les critiques font valoir qu'il s'agit bel et bien d'anachronismes et que l'anglais avait déjà au temps de Joseph Smith un vocabulaire bien connu pour nommer la faune d'Amérique : pécari, tapir, opossum, cerf, paresseux, tatou, jaguar, élan, lynx, ours, bison, mouflon, lama, alpaga, couguar, castor, fourmilier, etc.

#### Chevaux

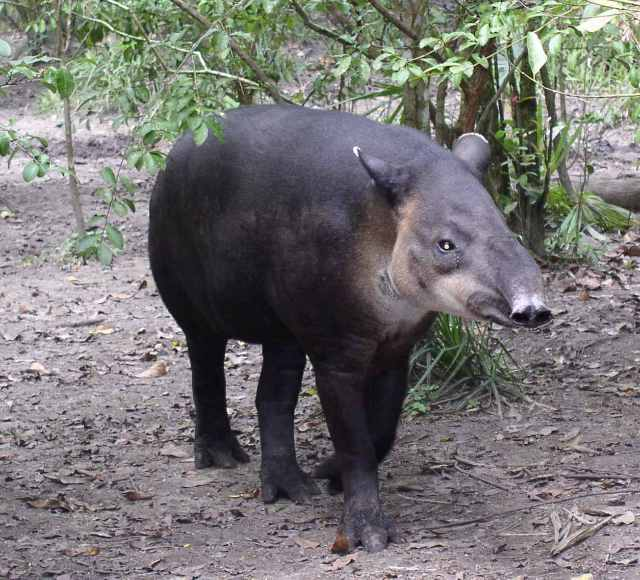
Un tapir - Certains apologistes mormons croient que le mot « cheval » dans le Livre de Mormon se réfère à un tapir pour expliquer l'anachronisme.

Les chevaux sont mentionnés onze fois dans les parties du Livre de Mormon qui concerne le Nouveau Monde. Or, il n'existe aucune preuve que les chevaux ont existé sur le continent américain au cours des 3000 ans d'histoire du Livre de Mormon (2500 av. J.-C. - 400 ap. J.-C.). La seule preuve de chevaux sur le continent américain remonte à la préhistoire, (entre 12 500 et 10 000 av. J.-C.). Il est largement admis que les chevaux avaient disparu dans l'hémisphère occidental il y a plus de 10 000 ans, et n'étaient pas réapparus avant que les Espagnols les aient apportés d'Europe. Les chevaux ont été réintroduits aux Antilles par Christophe Colomb en 1493 et sur le continent américain par Cortés en 1519,.
Les apologistes mormons ont proposé différentes explications pour faire face à cet anachronisme supposé. L'apologiste John L. Sorenson de FARMS affirme qu'il existe des preuves fossiles que certains chevaux ont peut-être survécu en Amérique après la transition Pléistocène - Holocène, même si ces résultats sont contestés par d'autres archéologues. L'apologiste Robert R. Bennett suggère que le mot « cheval » dans le Livre de Mormon fait peut-être référence à un animal différent, comme un tapir.

#### Éléphants

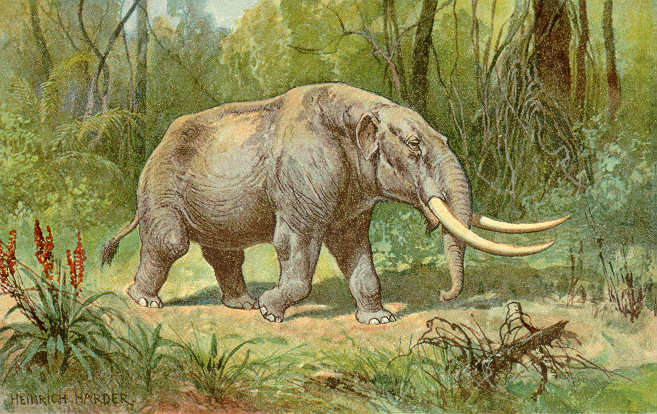
Les mastodontes ont déjà existé en Amérique, mais ils ont disparu vers l'an 10000 av. J.-C.

Les éléphants sont mentionnés deux fois dans un verset du Livre de Mormon, à propos des Jarédites. Les mastodontes et les mammouths ont vécu longtemps en Amérique, mais comme avec le cheval préhistorique, les données archéologiques indiquent qu'ils se sont éteints avec la plupart de la mégafaune en Amérique vers 10 000 av. J.-C. Cette extinction est probablement due à la prédation humaine ou à un changement climatique important, ou aux deux,. Une très petite population de mammouths a survécu à l'île Saint-Paul (Alaska) jusqu'en 3700 av. J.-C. mais c'est encore plus de mille ans avant la période de temps où les éléphants sont mentionnés dans le Livre de Mormon.
Plusieurs archéologues amateurs et auteurs mormons ont cité des preuves controversées que les Mound Builders d'Amérique du Nord étaient apparentés à l'éléphant. Cette idée a longtemps été un sujet de débat avec la plupart des archéologues, jusqu'à la conclusion que les restes d'éléphants ont été mal datés, mal identifiés ou frauduleux.

#### Bœufs et vaches

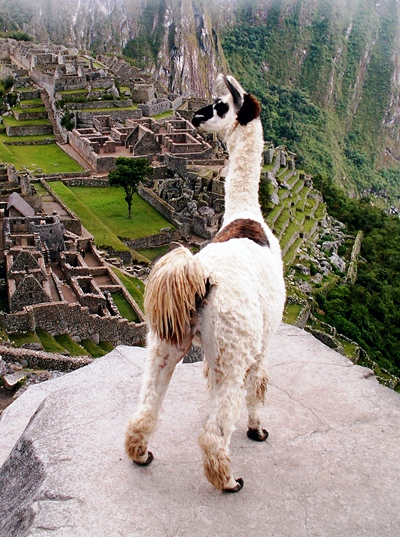
Les lamas sont les seuls mammifères connus à avoir été domestiqués en Amérique

L'expression « petit et gros bétail » revient à plusieurs reprises dans le Livre de Mormon pour traduire souvent des mots anglais qui n'ont pas strictement l'équivalent en français (cattle, herd, flock). Les mots anglais cattle, ox et cow (bœuf et vache) reviennent plusieurs fois dans la version originale du Livre de Mormon, incluant un vocabulaire qui suggère qu'ils ont été domestiqués (1 Néphi 18:25 ; 2 Néphi 21:6 ; 30:12 ; Éther 9:18). Il n'existe aucune preuve que les bœufs et les vaches aient peuplé l'Amérique avant l'arrivée des Européens au XVIe siècle de notre ère. Aussi, il n'existe actuellement aucune preuve archéologique que le bison américain ait été domestiqué autrefois. Il est généralement admis que le seul grand mammifère à avoir été domestiqué en Amérique fut le lama et qu'aucune espèce de chèvres, cerfs, ou de moutons n'a été domestiquée avant l'arrivée des Européens sur le continent américain.
Certains apologistes mormons croient que le terme cattle, tel qu'utilisé dans le Livre de Mormon est plus général et ne signifie pas exclusivement les membres du genre Bos. Ainsi, disent-ils, le terme cattle prend le sens de bétail et peut se référer à la chèvre de montagne, au lama ou au bison d'Amérique.

#### Moutons
Les moutons sont mentionnés dans le Livre de Mormon comme ayant été élevés en Amérique par les Jarédites entre 2500 et 600 av. J.-C. Un autre verset mentionne une « peau d'agneau » porté par l'armée de brigands vers l'an 21 (3 Néphi 4:7), mais il est reconnu que les moutons domestiques ont été introduits en Amérique au cours du deuxième voyage de Christophe Colomb en 1493.
L'apologiste John L. Sorenson affirme que de la laine de mouton a été trouvée en Mésoamérique précolombienne. D'autres suggèrent que le mot « mouton » peut se référer à une autre espèce d'animal qui ressemble au mouton comme le mouflon canadien ou le lama, mais les critiques font valoir que le mouflon canadien n'a jamais été domestiqué par l'homme.

#### Chèvres
La chèvre est mentionnée trois fois dans le Livre de Mormon (1 Néphi 18:25 ; Énos 1:21 ; Éther 9:18), aux époques des Jarédites et des Néphites (c.-à-d. de 2500 av. J.-C. à 400 av. J.-C.). Dans deux de ces versets, le texte distingue la « chèvre » de la « chèvre sauvage », indiquant qu'il y avait au moins deux variétés, l'une d'entre elles probablement domestiquée ou apprivoisée. Il est généralement reconnu que les chèvres domestiques ont été introduites sur le continent américain par les Européens au XVe siècle, soit mille ans après l'époque couverte par le Livre de Mormon. La chèvre de montagne vit depuis toujours dans les montagnes Rocheuses, mais rien n'indique qu'elle ait été domestiquée.
L'apologiste mormon Matthew Roper, de FARMS fait valoir qu'au XVIe siècle les moines espagnols ont déjà utilisé le mot chèvre pour parler des mazamas, des cervidés qu'on trouve en Amérique.

#### Porcs
Le Livre de Mormon suggère que le porc a existé et a été domestiqué parmi les Jarédites (Éther 9:18). Il n'y a aucun reste, référence, illustration, outil ou toute autre preuve suggérant que le porc ait été présent dans l'Amérique précolombienne.
Certains apologistes supposent que le mot « porc » désigne le pécari, un animal d'Amérique qui ressemble au porc. Selon les critiques, aucune preuve archéologique ne permet de supposer que les pécaris aient été domestiqués.

#### Soie
La soie est produite par plusieurs sortes d'araignée ou de chenille, mais la soie utilisée pour le textile est créée à partir du cocon de la chenille du Bombyx du mûrier, une espèce domestique qui n'existe pas à l'état sauvage. Le développement de la sériculture s'est fait en Chine et la technique y fut gardée secrète durant l'Antiquité, obligeant les commerçants à parcourir la route de la soie pour l'obtenir. Dans le Livre de Mormon, la soie est présentée comme l'une des richesses des civilisations néphite (Alma 1:29 et 4:6) et jarédite (Éther 9:17 et 10:24). Or, rien n'indique que la soie fut produite ou utilisée en Amérique précolombienne.
Selon l'apologiste John L. Sorenson, plusieurs autres matériaux identiques à la « soie » du Livre de Mormon pouvaient être utilisés en Mésoamérique précolombienne, par exemple du matériel filé à partir de poil de ventre de lapin, le coton des gousses de kapokier, une forme de soie sauvage ou du véritable coton,.

### Plantes

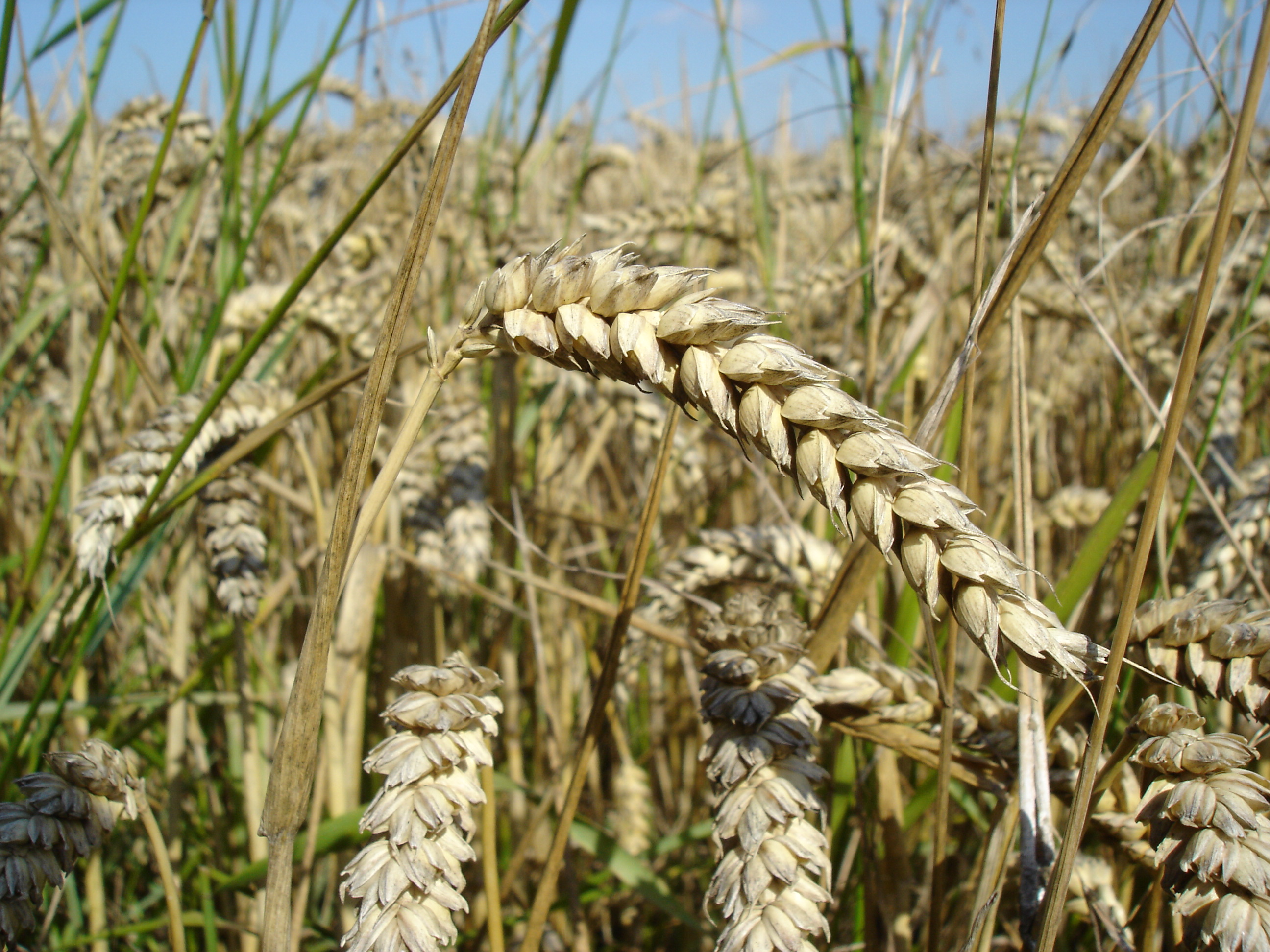
Le blé a été domestiqué dans l'Ancien Monde et a été introduit en Amérique par les Européens.

Le Livre de Mormon affirme qu'en Amérique les Néphites cultivaient le maïs, le blé, l'orge, le néas, le shéum et toutes sortes de fruits (Mosiah 9:9). Le maïs est en effet originaire d'Amérique et les Amérindiens l'ont cultivé depuis des milliers d'années, au côté de la courge et du haricot (voir la culture des trois sœurs). Aussi, l'espèce d'orge Hordeum pusillum aurait déjà été cultivée durant la période sylvicole en Amérique du Nord, avant d'être remplacée graduellement par la culture du maïs. Par contre, le blé et l'orge commune ont été domestiqués par des croisements réalisés en Mésopotamie et n'ont fait leur apparition en Amérique qu'après l'arrivée des Européens. Quant au néas et au shéum, ces plantes n'ont jamais été identifiées.
Étant donné que la couche externe de sporopollénine des grains de pollen persiste dans le sol pendant des millions d'années et que les plantes spermatophytes produisent du pollen en grande quantité, les archéologues sont capables en analysant le sol d'identifier les plantes présentes à une certaine époque. La palynologie permet d'obtenir un grand nombre d'informations liées au milieu dans lequel évoluaient les groupes humains du passé. Quand des pollens ont été piégés et conservés dans une structure archéologique, leur analyse et leur comptage apporte des informations sur l'environnement végétal général, sur les pratiques anthropiques et sur l'âge de la structure archéologique en question. Il est donc possible pour les archéologues de vérifier avec assurance si une plante était présente ou non dans le passé.
L'apologiste mormon Robert Bennett soutient que les mots « orge » et « blé » dans le Livre de Mormon renvoient probablement à d'autres plantes en Amérique, comme l'Hordeum pusillum en Amérique du Nord.

### Artéfacts

#### Chars

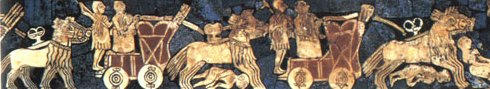
L'étendard d'Ur montrant des chars tirés par des équidés (probablement des ânes) vers 2500 av. J.-C., quelques siècles avant l'introduction des chevaux domestiques en Mésopotamie.

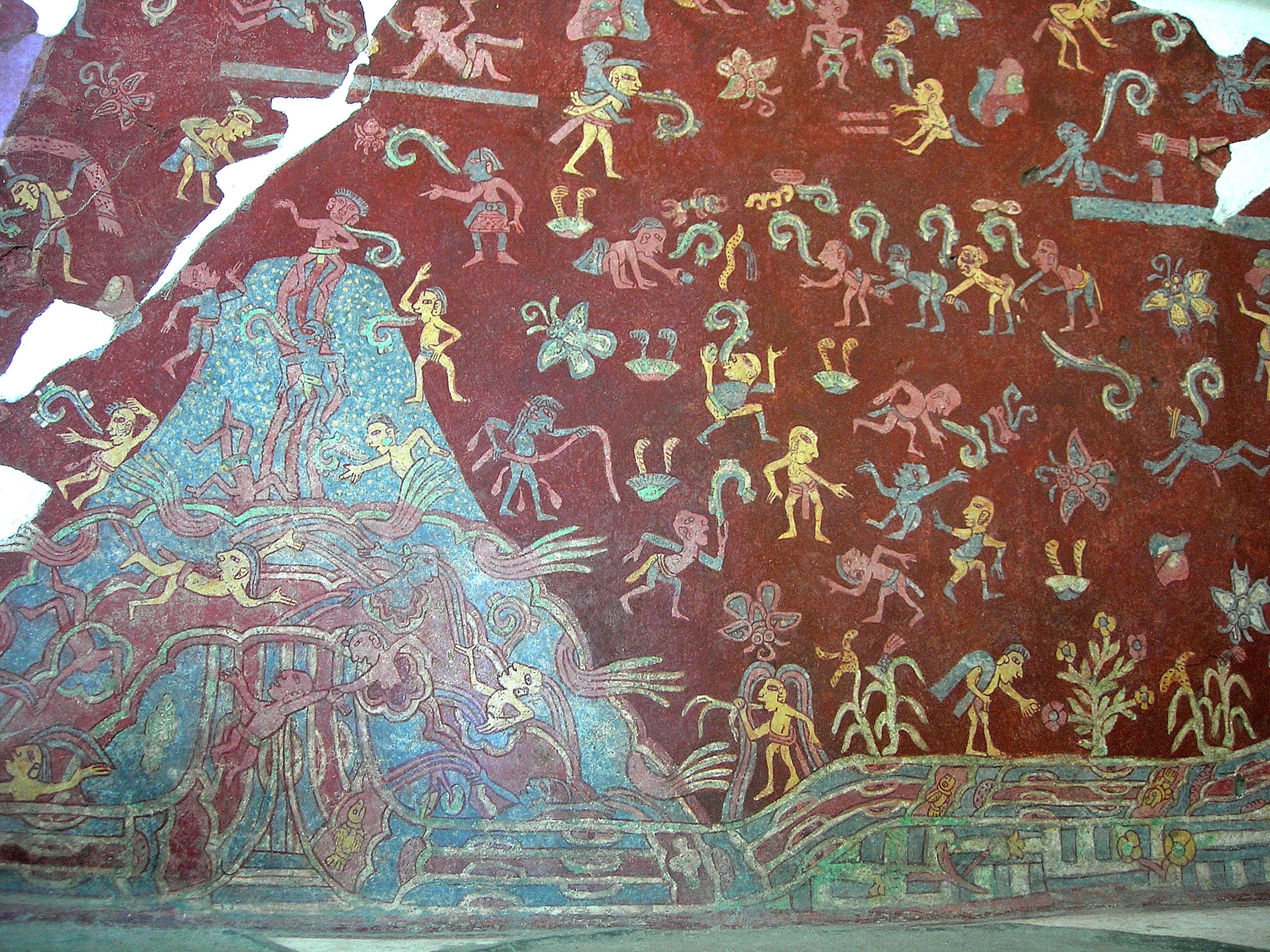
Peinture murale dans l'ancienne cité de Teotihuacan montrant un homme se faisant transporter à dos d'homme. Les chars n'existaient pas dans les civilisations précolombiennes.

Le Livre de Mormon mentionne plusieurs fois que Lamoni, un roi des Lamanites, utilise des chars et des chevaux pour se déplacer (Alma 18:9-12 et 20:6). Le livre dit aussi que les Néphites prennent des chars et des chevaux lorsqu'ils migrent vers la ville de Zarahemla à l'époque de Jésus-Christ (3 Néphi 3:22). Les archéologues n'ont trouvé aucun indice permettant de croire à l'existence de véhicules roulant en Amérique précolombienne. De tels véhicules auraient normalement dû laisser des traces provenant des chars, des animaux de traits, des outils associés ou de l'aménagement des routes. De plus, l'importance des chars dans l'Ancien Monde se reflète dans l'art, or, les chars sont totalement absents des représentations artistiques des civilisations précolombiennes.
Les seuls objets dotés de roues qui ont été retrouvés sont des jouets en forme d'animaux en Mésoamérique ; les archéologues ont expliqué cette limitation de l'usage de la roue par l'absence d'animaux de trait en Mésoamérique, en particulier pour les transports. La civilisation Inca en Amérique du Sud montre la même absence de véhicules à roues qu'en Mésoamérique. Bien que les Incas utilisaient un vaste réseau de routes pavées, ces routes sont par endroits si rudes, escarpées et étroites qu'elles apparaissent être impropres à l'usage des roues. Les ponts de corde inca sont trop étroits (environ 1 mètre de large) pour laisser passer des véhicules à roues. Les routes incas ont été utilisées principalement par les coureurs Chaski et les caravanes de lama.
Les apologistes soulignent que les jouets à roues précolombiens indiquent que la roue était connue par les peuples amérindiens. Certains remettent aussi en cause la définition de « char », suggérant que le « char » du Livre de Mormon ressemble à quelque chose de complètement différent, voire un véhicule sans roues. D'autres suggérent que les « chars » ont un sens cultuel ou mythique.

#### Métaux
Le Livre de Mormon mentionne l'usage, en Amérique, des plusieurs métaux par les Néphites: or, argent, cuivre, fer, airain et acier (Jarom 1:8). Le «zif» est aussi un métal utilisé (Mosiah 11:3), mais ce mot est dans une langue inconnue.
Les peuples précolombiens ont depuis toujours utilisé le métal à l'état naturel: cuivre, argent, or et fer météorique. Ce métal était frappé à froid pour prendre la forme voulue et en faire quelques rares objets de valeur. Le cuivre à l'état naturel était par exemple relativement abondant autour du lac Supérieur, et de petits objets de cuivre se sont retrouvés sur une bonne partie de l'Amérique du Nord durant la culture Hopewell. Mais les alliages comme l'airain (alliages de cuivre, comme le bronze ou le laiton) et l'acier (fer + carbone) ne pouvaient exister sans la fonte. En Amérique, la métallurgie (fonte et alliage) s'est développée à partir du Pérou et de la Bolivie. La plus ancienne trace archéologique de fonte vient de scories de cuivre datant entre 900 et 700 av. J.-C. en Bolivie. La métallurgie s'est propagée au Panama et au Costa Rica vers 300-500 ap. J.-C., puis en Mésoamérique vers 800. Les techniques de métallurgie et l'abondance de métaux ont culminé avec les Incas, avant la conquête par les Espagnols en 1532, mais les techniques sont restées limitées à celles de « l'Âge du Bronze ». Même si des peuples andins ont fondu certains métaux, comme le cuivre, ils n'ont jamais fondu le fer comme cela se faisait dans l'Ancien Monde.
L'archéologie montre qu'à l'époque des Néphites (-600 à +400) les alliages à base de cuivre (l'airain) étaient restreints à l'Amérique du Sud, et nulle part on a trouvé d'artéfacts ou de traces de la fonte du fer et de l'acier, sauf sur le site de l'Anse aux Meadows. Cette colonie scandinave est d'ailleurs un exemple éloquent des traces que laisse la métallurgie : quelques années de métallurgie du fer vers l'an 1000 au nord de Terre-Neuve ont laissé dans le sol un fourneau, des scories et une cinquantaine d'objets de fer forgé (clous, rivets, boucles).

#### Épées et cimeterres
Le Livre de Mormon mentionne des dizaines de fois l'utilisation d'épées et de cimeterres. Le texte ajoute que les Jarédites fondaient du minerai pour fabriquer des épées en acier (Éther 7:9) et que les Néphites ont trouvé dans le sol « des épées dont la poignée a péri et dont la lame était rongée par la rouille » (Mosiah 8:11). Aucune lame en métal (couteau, dague, etc.) n'a jamais été retrouvée dans les sites archéologiques précolombiens, les pierres taillées étaient les seuls outils tranchants utilisés. Les Aztèques ont déjà utilisé la macuahuitl qui était une arme tranchante qui ressemble superficiellement à une épée, mais les lames sont en pierres d'obsidiennes et l'arme appartient à la période postclassique, après l'époque du Livre de Mormon. Le cimeterre proprement dit est un sabre apparu en Asie au Moyen Âge, mais les apologistes font valoir que le mot peut ici signifier un sabre en général, dans ce cas on peut remonter dans le passé jusqu'au khépesh en Égypte. Comme pour l'épée, aucun sabre n'a été retrouvé en Amérique précolombienne.

#### Monnaie
Le chapitre Alma 11 décrit l'utilisation d'un système monétaire par les Néphites. Différentes pièces d'or et d'argent ont été produites avec une valeur fixée en mesure d'orge :
| pièces d'argent | pièces d'or | valeur en mesure d'orge |
| --------------- | ----------- | ----------------------- |
|                 | léah        | 1/8                     |
|                 | shiblum     | 1/4                     |
|                 | shiblon     | 1/2                     |
| sénum           | sénine      | 1                       |
|                 | antion      | 3/2                     |
| amnor           | séon        | 2                       |
| ezrom           | shum        | 4                       |
| onti            | limnah      | 7                       |

Ce système aurait été établi par le roi Mosiah vers l'an 100 av. J.-C. et d'autres systèmes auraient existé dans les générations précédentes (Alma 11:4). Le but de ce système était d'offrir un salaire à ceux qui avaient un emploi pour qu'ils puissent obtenir du grain (Alma 11:20). Le récit montre que la sénine était encore utilisée comme unité de paiement au temps de Jésus-Christ (3 Néphi 12:26).
Aucune pièce de monnaie néphite n'a été retrouvée. En Amérique, la seule pièce de monnaie trouvée dans un contexte archéologique précolombien est une pièce d'argent trouvée dans le Maine avec l'effigie du roi Olaf III de Norvège ; cette pièce est associée à la colonisation viking. Les connaissances actuelles indiquent qu'aucun peuple précolombien n'utilisait de pièces de monnaie, et que l'échange de fèves de cacao chez les Mayas était ce qui s'était rapproché le plus d'un système monétaire.

## Hypothèses géographiques
Parce que les mormons croient que le Livre de Mormon est une histoire vraie, plusieurs archéologues mormons ont fait des recherches pour trouver les vestiges des civilisations mentionnées. L'Université Brigham Young est particulièrement active dans ce domaine.
Il semble qu'au cours du XIXe siècle, les mormons n'aient pas porté une attention particulière sur certains détails du Livre de Mormon, comme les distances, et que pour une majorité d'entre eux, sinon tous, le récit concernait toute l'Amérique. Les quelques descriptions géographiques dans le livre laissent comprendre que le territoire concerné contient deux masses de terre, l'une au nord, l'autre au sud, les deux étant séparées par une étroite bande de terre (Alma 22:32). Cette description ressemble à l'Amérique du Nord et du Sud, séparées par l'Amérique centrale. Des cartes dessinées par les premiers mormons identifiaient le pays d'Abondance avec l'Amérique centrale. Les mormons rejettent généralement cette conception aujourd'hui, en se basant sur les courtes distances données dans le livre (toujours quelques jours de marche), et l'impossibilité que les peuples du livre puissent être à l'origine de toute la diversité culturelle et linguistique des Amérindiens. Les chercheurs mormons s'accordent maintenant sur l'idée que le récit ne concerne que des peuples localisés dans une petite région d'Amérique.
Aucun des modèles géographiques proposés n'est soutenu dans la communauté scientifique non-mormone, essentiellement à cause de l'absence de preuves archéologiques (expliquées dans la section précédente), mais aussi parce que des cultures archéologiques différentes ont été identifiées dans les lieux proposés. Quoi qu'il en soit, deux modèles géographiques sont populaires parmi les mormons : un territoire à proximité de la colline de Cumorah ou un territoire parmi les civilisations méso-américaines.

### Modèle nord-américain

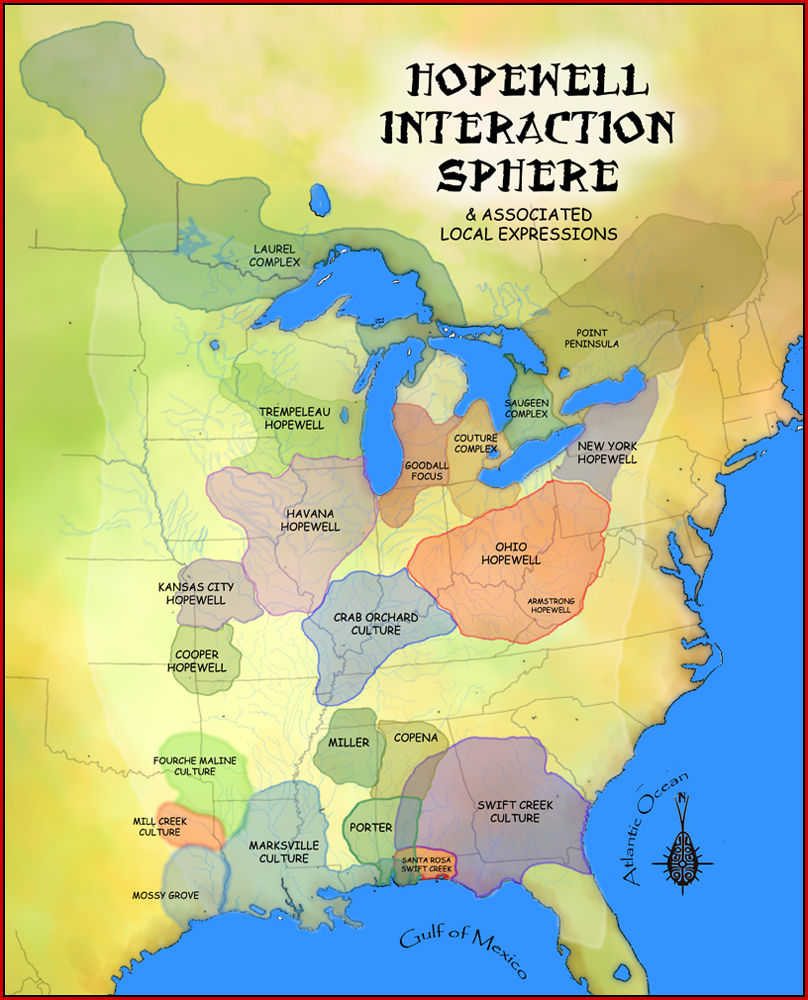
Il y a deux mille ans, l'est de l'Amérique du Nord était le territoire des peuples de la culture Hopewell

Ce modèle est le plus en phase avec la doctrine mormone. L'argument de base est que le dernier Néphite, Moroni, a enterré les plaques d'or dans la colline de Cumorah, aujourd'hui dans l'État de New York, là même où Joseph Smith dit avoir retrouvé les plaques. Cette colline est mentionnée dans le livre comme le lieu où deux millions de Jarédites furent tués par l'épée vers l'an -600 (Éther 15:2) et où plus de deux cent mille Néphites furent tués par les Lamanites vers l'an +385 (Mormon 6:10-15).
On se trouve donc à superposer les Jarédites, Néphites et Lamanites avec les cultures contemporaines locales, soit la culture Adena (-1000 à -200) et la culture Hopewell (-200 à +500). Toutes deux concentrées surtout en Ohio, elles font partie des Mound Builders de la période sylvicole. Certains arguments utilisés sont :
- Joseph Smith a identifié en 1834 des restes humains à Naples Mound 8 (en), en Illinois, comme étant ceux d'un Lamanite blanc s'appelant Zelph (en).
- Plusieurs artéfacts ont été retrouvés dans l'est des États-Unis qui prouveraient que des peuples savaient écrire avant l'arrivée des Européens : les plaques de Kinderhook (en) (analysées par Joseph Smith), les reliques du Michigan (en)[38] ou l'inscription de Bat Creek (en)[39].
- Certains croient que les femmes de Léhi et d'Ismaël (les mères de ceux qui quittent Jérusalem vers -600) avaient un ADN mitochondrial appartenant à l'haplogroupe X, et qu'elles sont à l'origine de la présence ancienne de cet haplogroupe chez les Amérindiens du nord-est[40].

Le modèle nord-américain est sévèrement critiqué par d'éminents chercheurs mormons (si ce n'est pas des non-mormons), comme John L. Sorenson (en) et Hugh Nibley (en), qui croient que le modèle géographique ne correspond pas aux descriptions du Livre de Mormon et surtout, que les cultures amérindiennes de la période sylvicole sont tout simplement trop archaïques pour correspondre aux civilisations du livre.

### Modèle méso-américain

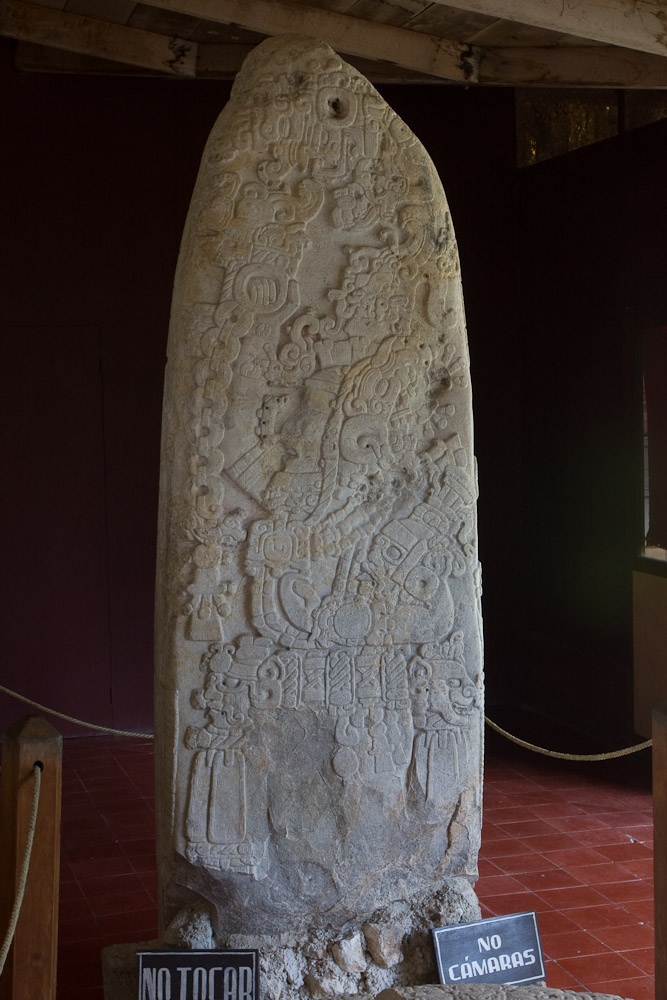
Aucun texte maya ne mentionne les événements du Livre de Mormon. Ici, la stèle 31 à Tikal mentionne (texte derrière la stèle) une invasion venant de Teotihuacan en 378.

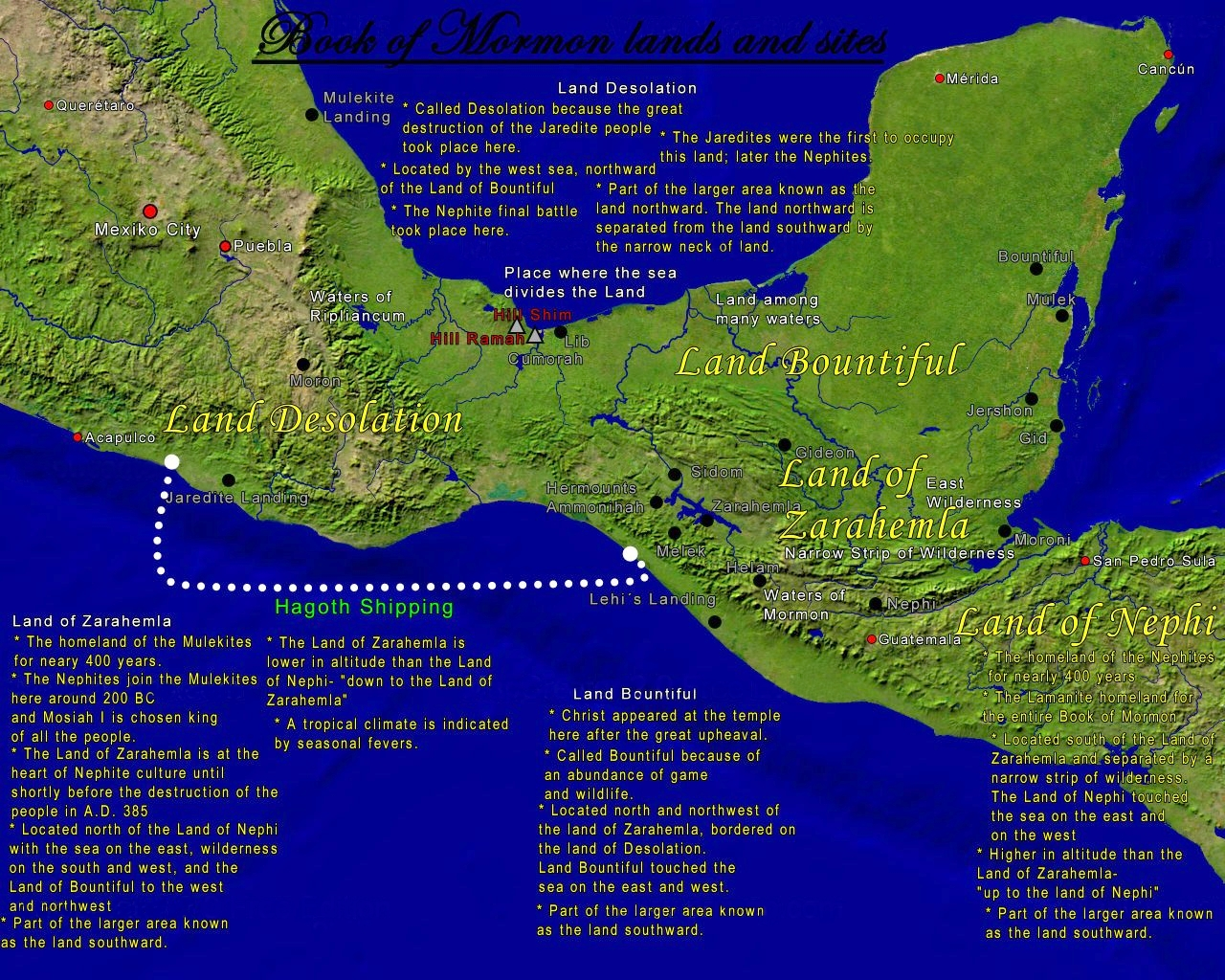
Un modèle de l'Amérique centrale

C'est le modèle le plus populaire chez les mormons. L'idée de base est que seule une civilisation sachant écrire peut avoir écrit les plaques d'or desquelles Joseph Smith a pu produire le Livre de Mormon. Les seuls peuples précolombiens ayant su écrire sont en Mésoamérique et donc ça ne peut être que le seul endroit possible pour avoir écrit les plaques. Depuis 1952, l'Université Brigham Young commandite la New World Archaeological Foundation (NWAF) pour effectuer des fouilles archéologiques en Mésoamérique dans l'espoir de trouver des preuves de l'historicité du Livre de Mormon. La NWAF s'intéresse particulièrement à la période préclassique (-2500 à +200), la période concernée par le Livre de Mormon. La période préclassique est antérieure aux constructions mayas les plus connus trouvées à Palenque, Copan, Tikal et Chichen Itza ; les grandes cités du préclassique sont plutôt Teotihuacan, Chiapa de Corzo (en), El Mirador, etc.
Aucune preuve du livre n'a été trouvée jusqu'à ce jour, mais la NWAF apporte tout de même une contribution scientifiquement reconnue à l'archéologie mésoaméricaine. L'absence de preuve n'a toutefois pas empêché certains chercheurs mormons à tenter d'identifier les lieux du Livre de Mormon avec des endroits précis de la Mésoamérique. Selon John L. Sorenson, il y aurait lieu de croire que Kaminaljuyú (un site enfoui sous la ville de Guatemala) est la ville de Léhi-Néphi (Mosiah 7:1), Chiapa de Corzo est le pays de Sidom (Alma 15:1), le Río Grijalva est la rivière Sidom, la colline de Cumorah est le Cerro El Vigia (dans la Sierra de los Tuxtlas), etc. Sorenson et d'autres adeptes du modèle mésoaméricain croient aussi que l'étroit passage, qui permet de traverser de la mer de l'ouest jusqu'à la mer de l'est en une journée de marche (Hélaman 4:7), correspond à l'isthme de Tehuantepec, qui sépare de 200 km le Golfe du Mexique au nord de l'océan Pacifique au sud. Enfin, Sorenson et d'autres croient que les Mayas préclassiques sont les Néphites/Lamanites et les Olmèques sont les Jarédites.
Ce modèle est non seulement rejeté par les archéologues non-mormons, mais quelques mormons le critiquent eux-mêmes. Ces mormons soutiennent généralement que la colline de Cumorah ne peut être ailleurs que dans l'État de New York et qu'il est irréaliste que Moroni se soit éloigné de 3 700 km (la distance de Jérusalem à Paris) en transportant les plaques d'or, l'Urim et Thummim et l'épée de Laban pour aller y enterrer un texte écrit à l'intention des Lamanites. Brigham Young a aussi révélé que Joseph Smith et Oliver Cowdery ont découvert une chambre dans la colline de Cumorah qui contient plusieurs piles de livres anciens attribués au Néphites.
Enfin, il est important de noter que les Mayas ont laissé de nombreux écrits gravés sur les stèles et les temples. Ces écrits racontent leur histoire : des dates, des listes de rois, des rituels et plusieurs autres événements importants. Les mayanistes peuvent lire ses écrits aujourd'hui et rien ne correspond au Livre de Mormon. Par exemple, on apprend que Teotihuacan avait pris le contrôle du pays maya en 378. Le 14 janvier 378, le roi de Tikal, Chak Tok Ich'aak I, meurt lors d'une invasion venue de Teotihuacan à l'ouest et dirigée par Siyaj K'ahk'. Celui-ci prend le contrôle de Tikal et intronise le 11 septembre 379 le fils de l'empereur de Teotihuacan, Yax Nuun Ayiin I, comme nouveau roi sur les 28 provinces de Tikal (Stèle 31 à Tikal). Il n'est nulle part mention à cette époque de la guerre entre Néphites au nord et Lamanites au sud, de l'armée de deux cent mille soldats dirigée par Mormon ou de la bataille à la colline de Cumorah vers 385, et des épées, etc. Et les textes sont écrits en langue maya classique, qui n'est pas de l'hébreu écrit en égyptien réformé (Mormon 9:32-33).